# ゼラ・ヤコブ・アムハ・セラシエ
ゼラ・ヤコブ・アムハ・セラシエ（ゲエズ語: ዘርአ ያዕቆብ አምሃ ሥላሴ、英語: Zera Yacob Amha Selassie([ˈzɪərə jæˈkoʊb]、1953年8月17日 - ）は、エチオピア皇帝ハイレ・セラシエ1世の孫であり、皇太子アスファ・ウォッセン（アムハ・セラシエ1世）の息子である。

## 生涯
ゼラ・ヤコブはイギリスに留学し、イートン・カレッジ、オックスフォード大学エクセター・カレッジ、サンドハースト王立陸軍士官学校を卒業した。イギリス留学中の1974年初頭、父のアスファ・ウォッセン皇太子が脳卒中となり、その余命が短いことが予期されたことから、祖父の皇帝ハイレ・セラシエ1世から皇太子代行・皇位継承者に指名された。同年中にエチオピア革命によりエチオピアの帝政が崩壊した。
ゼラ・ヤコブは、1970年代にオックスフォード大学を卒業した後、アメリカで銀行員として短期間働いた後、ロンドンに移り住んでヌヌ・ゲタネ王女と結婚したが、その後離婚した。ヌヌ王女との間には娘のリデタ王女が生まれた。ゼラ・ヤコブはイギリス・ロンドンのドッグス島の質素な住居に定住していた。
1989年4月、父がロンドン在住のエチオピア人コミュニティからの推戴により「エチオピア亡命皇帝」に即位し、ゼラ・ヤコブはその相続人に指名された。
1992年、父のアムハ・セラシエが移住先のアメリカ合衆国バージニア州で健康診断を受けるのに伴いゼラ・ヤコブも一旦渡米したが、その時に父が脳卒中で倒れたため、そのまま2年間滞在した。1997年に父がアメリカで亡くなり、喪主を務めるためにビザを申請したが、以前に2年間滞在していたことを理由として申請が却下された。
1997年2月17日、エチオピア帝冠評議会からの推戴によりエチオピア帝室（ソロモン朝）の家長に就任した。現在はアディスアベバに住んでいる。2002年からエチオピア平和財団(EPF)の事務局長を務めている。
法定推測相続人は、ゼラ・ヤコブの叔父である初代ハラール公爵マコンネン・ハイレ・セラシエ王子の長男・第2代ハラール公パウルス・ウォッセン・セゲド王子が長年担っていたが2021年に薨去、次男のミカエル・アムデ・イエソース王子が第3代ハラール公となり、帝位相続人の地位を継承した。ゼラ・ヤコブの従兄にあたる。

## 栄誉
ゼラ・ヤコブは、次の栄誉を受けている。
- 聖ラザロ騎士団ナイト・グランド・クロス（フランス王室）[3]
- 聖アンデレ騎士団（英語版） ナイト・グランド・コルドン（ロシア王室）[4]
- ロイヤル・オブ・ドラム勲章（ルワンダ） ナイト・グランド・カラー（ルワンダ王室）[5]
- グルジア鷲勲章